# مدفع آلي

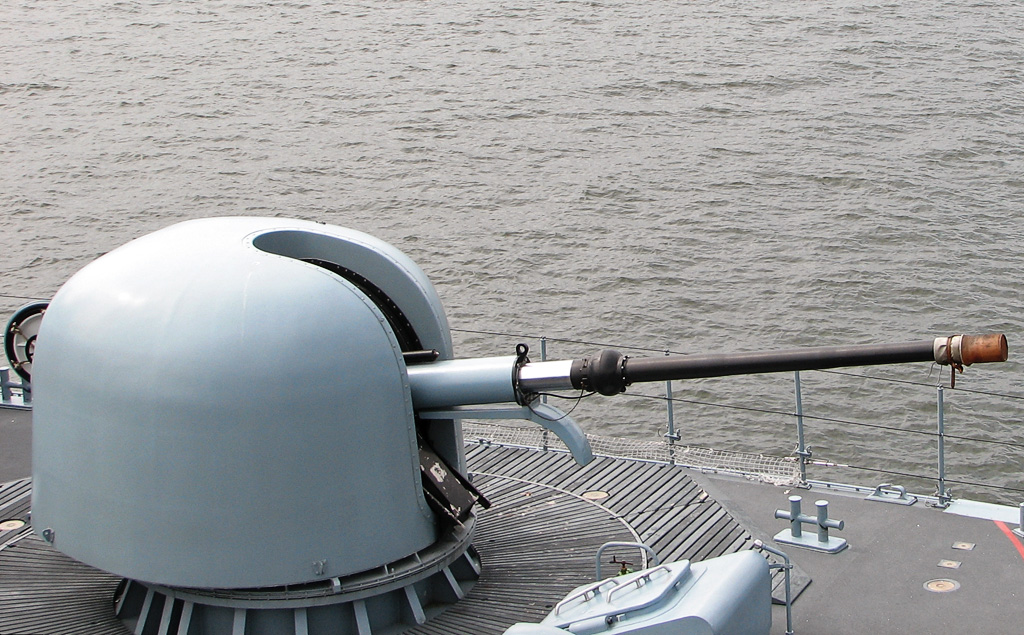

مدفع أوتوماتيكي أو مدفع آلي مدفع سريع الرمي حيث يطلق القذائف الخارقة للدروع أو القذائف المتفجرة، بدلا من طلقة تطلق من قبل المدفع الرشاش. يملك المدفع الأوتوماتيكي مدى أطول وعيار أكبر من المدافع الرشاشة (على سبيل المثال، 20 <span typeof="mw:Entity" id="mwEQ">&nbsp;</span> مم أو أكبر، غالبًا ما يكون في نطاق 20-57 مم، ولكن يوجد أيضًا أكبر)، ولكنها عادة ما تكون أصغر من مدافع الدبابات أو مدافع الهاوتزر أو المدافع الميدانية أو المدفعية الأخرى. عند استخدامها بمفردها، تشير كلمة "autocannon" إلى سلاح غير دوار. عند استخدام العديد من البراميل الدوارة، تتم إضافة كلمة "rotary"، ويشار إلى هذا السلاح باسم «مدفع أوتوماتيكي دوار». عادة ما تكون المدافع الآلية الحديثة ليست وحدات فردية محمولة من قبل الجنود أو وحدات قائمة بذاتها بسبب الوزن المرتفع والارتداد؛ بدلا من ذلك عادة ما تكون مركبة أو عربة أو مركبة على متن قارب أو حتى تعمل عن بعد كما هو الحال في بعض التطبيقات البحرية. على هذا النحو، عادة ما يتم تغذية الذخيرة من الحزام لتقليل إعادة التحميل أو لمعدل إطلاق أسرع، ولكن تظل المجلة خيارًا.
على الرغم من أنه قادر على توليد معدل مرتفع من إطلاق النار، إلا أن المدافع الآلية تزداد سخونة إذا تم استخدامها لإطلاق النار المستدام، وهي محدودة بكمية الذخيرة التي يمكن أن تحملها أنظمة الأسلحة التي تقوم بتركيبها. يتم استخدام هذه المعدلات العالية للغاية من النار بشكل فعال من قبل الطائرات في القتال الجوي-الجوي وهجمات الدعم الجوي الوثيق على الأهداف الأرضية، حيث يكون وقت السكن المستهدف قصيرًا ويتم تشغيل الأسلحة عادةً في رشقات نارية قصيرة.

## أسلحة مماثلة
سلاح آخر مشابه للمدفع آلي هو قاذفة القنابل الآلية. عادة ما يتم تركيبها على حامل ثلاثي القوائم أو على مركبة وهو قادر على إطلاق قذائف متفجرة بمعدل مرتفع من إطلاق النار. العنصر الرئيسي للتمييز هو أنها تطلق ذخيرة منخفضة السرعة. يمكن تجهيز أشكال أكبر من المدفعية والبنادق بالدبابات بالتلقيم الالي.

## روابط خارجية
- وثائق مكثفة من Luftwaffe autocannons